# Manuel Serés i Ibars
Manuel Serés i Ibars   (Alpicat, 3 d'abril de 1888 - Barcelona, 26 de març de 1928), fou un metge i catedràtic català.

## Biografia
Després de fer el batxillerat a Lleida, estudia a la Facultat de Medicina de la Universitat de Barcelona i acaba amb premi extraordinari el 1911. Durant la carrera, primer, és alumne intern a la càtedra d'Anatomia i, després, ho és a la Clínica Urològica que dirigeix Emili Sacanella a l'Hospital Clínic. Acabats els estudis, passa una temporada a Lió per estar-se a la càtedra el professor Testut, on treballa en la dissecció de cadàvers. El 1912, es doctora a Madrid amb la tesi Prostatectomia transvesical.
Només dos anys més tard, el 1914, el jove Serés oposita i guanya la càtedra d'Anatomia i Embriologia de la Universitat de Granada. El 1918, es presenta al concurs de trasllat per anar a la Universitat de Sevilla. Supera l'examen i passa a dirigir el Servei d'Urologia de l'Hospital Clínic de la capital sevillana. Entre aquestes dues càtedres, però, fa una estada a Paris per estudiar Fisiopatologia Renal i Cirurgia Urinària de Guerra (1916).
El 1923, el professor Serés obté la càtedra d'Anatomia de la Universitat de Barcelona i el 1926 és nomenat director de la Clínica d'Urologia de l'Hospital Clínic. Un any més tard, esdevé degà de la Facultat de Medicina alhora que és elegit membre numerari de la Reial Acadèmia de Medicina. A més, és membre de diferents societats científiques nacionals i estrangeres, entre elles, la Societat Internacional d'Urologia.
Destaca la capacitat quirúrgica del doctor Serés com bé es fa palesa en el tractat Operatòria urològica que presenta una gran quantitat d'experiències personals i investigació pròpia. El catedràtic Serés modernitza el Servei que dirigeix alhora que, com a docent, lluita fins a aconseguir que la Urologia sigui una assignatura de doctorat a la Facultat de Medicina. L'any 1915, ja ha obtingut el Premi Gari de la Reial Acadèmia pel seu treball Correlacions funcionals de l'aparell urinari.
Entre els deixebles més avantatjats del doctor Serés, es troba el jove Antoni Puigvert i Gorro que, acabada la carrera, treballa a la clínica privada del mestre. Poc després, es casa amb Agustina Serés, que mor en donar a llum el seu únic fill dos anys més tard que el germà. Puigverd esdevé l'hereu de la consulta particular de Serés i de la gran biblioteca del cunyat.
L'any 1925, Manuel Serés entra com a regidor a l'Ajuntament de Barcelona quan Darius Rumeu i Freixa, Baró de Viver, és alcalde de la ciutat. El mateix any, Manuel Serés i Ibars és condecorat pel govern amb la Gran Creu d'Isabel la Catòlica.
Manuel Serés i Ibars mor tres anys després, amb només 40 anys, a causa d'una insuficiència renal quan llavors encara no era possible fer una diàlisi.

## Treballs
A més d'innombrables treballs de càtedra i laboratori, va conrear la urologia quirúrgica, realitzant moltes intervencions a la seva clínica particular de Barcelona i Sevilla. Se li deuen diversos descobriments científics sobre la comunicació nerviosa entre els ronyons i la bufeta urinària: la correlació funcional vesicorenal i el gangli del mateix nom: sobre els filets nerviosos que parteixen d'aquest gangli per insinuar-se en el l'Hil renal; les correlacions funcionals renals per via vascular; la demostració dels filets secretoris i tròfics de la innervació renal; la modificació de la reacció de Debré i Paret; els nous conceptes sobre l'arquitectura pelviana en l'home; nous procediments de drenatge en la cavitat de Retzius; nova topografia de les ramificacions de l'artèria renal en la regió ilíaca i a les regions polars; Noves línies isquèmiques; noves incisions per abordar els calzes renals; demostració histològica postoperatòria que en la prostatectomia transvesical no s'extirpa la pròstata, sinó l'adenoma periuretral; nous conceptes sobre la producció dels infarts i hemorràgies renals postoperatòries, modificació de procediment de Guyon per nefropèxies; tècnica per extreure els càlculs del calze inferior del ronyó, per pielotomia, mitjançant una pinça cullera-corba, d'invenció d'ell mateix i altres diverses.
Va idear i construir un suport fixador per a operacions renals i també una pinça-cullera per extreure càlculs per pielotomia; un aparell col·lector d'orina per a cistostomitzats; un aparell portarradio per al tractament de càncer de la bufeta i de la pròstata; un suport fixador per a instruments uretrals, i un mànec fixador per a cistoscòpia.
Va donar diversos cursos clínics d'urologia a les facultats de Medicina de Sevilla i Barcelona; va dirigir la sala d'urologia (secció d'homes i de dones) de l'Hospital Clínic de Sevilla, i va formar una col·lecció particular de preparats anatomicològics de l'aparell urinari, que va utilitzar per donar els cursets d'aquesta especialitat.
Per Real Ordre del 15 d'octubre de 1924 va ser nomenat degà de la Facultat de Medicina de Barcelona, càrrec que va dimitir el 1925. Tenia en possessió, la gran creu d'Isabel la Catòlica, era acadèmic corresponent de la Reial Acadèmia Nacional de Medicina i Cirurgia, electe de la Reial Acadèmia de Medicina de Barcelona i de la de Sevilla, i obtingut el premi Garí (5.000 pessetes) pels seus treballs de recerca sobre urologia, havent guanyat també l'accèssit al mateix.
Era membre de les Societats Espanyola i Francesa d'Urologia. Va obtenir diploma d'honor al V Congrés de Medicina de Barcelona, per una col·lecció de càlculs de les vies urinàries, i el gran premi en el Congrés Nacional de Ciències mèdiques de Sevilla, per una altra col·lecció de peces d'anatomia patològica de l'aparell urinari i pels preparats d'anatomia normal i anomalies de l'aparell urinari.

## Publicacions
- Arquitectura y topografía de la excavación pelviana en el hombre (Madrid, 1917);
- Investigación del antigeno tuberculoso en la orina (Barcelona, 1913);
- Correlaciones funcionales en el aparato urinario (Barcelona, 1920);
- Notas de Cirugia renal (Madrid, 1921);
- Operatoria urológica (Barcelona, 1925);
- Circulación arterial del riñón (Barcelona, 1915);
- Nuevos conceptos sobre las ramificaciones intraparentquimatosas de la arteria renal y su distribución topográfica (Barcelona, 1915);
- Circulación venosa del riñón (Barcelona, 1916).
- Metamorfosis del gonococo de Kneisser (Madrid, 1916);
- La cistotomia en el diagnóstico de los cálculos de la vejiga (Sevilla, 1916);
- Asociación del cateterismo uretral y la radiografia en el diagnóstico de las afecciones del uréter, pelvis renal y riñón (Sevilla, 1915);
- Cuatro formas anatomopatológicas diferentes de tuberculosis renal (Sevilla, 1916);
- La nefrectonía en la tuberculosis renal (Sevilla, 1917);
- La hipetrofia de la próstata y la prostatectomía transvesical (Sevilla, 1917);
- Contribución al estudio de algunos puntos en la prostatectomía traansvesical (Sevilla, 1917);
- La topografía del hígado (Madrid, 1919);ººººººº
- Influencia de la urología de guerra en la urología de paz (Barcelona, 1920);
- Correlation fonctionelle vésico-renale (París, 1923);
- Hernia inguinal interna (Barcelona, 1913);
- Contribución al estudio del nervio mediano (Barcelona, 1914);
- Un caso de extirpación total de laringe (Barcelona, 1914);
- Aplicación de la radiografia al estudio del sistema arterial (Madrid, 1917);
- i finalment Mis descubrimientos sobre la circulación arterial del riñón ante la patología renal y la cirugia del riñón (Barcelona, 1926).